# Кларуп
Кларуп (дат. Klarup) — датский город-спутник Ольборга в Химмерланде, расположенный в 11 км к востоку от центра Ольборга и в 5 км к востоку от Ольборгского университета. Город находится в регионе Северная Ютландия и входит в состав коммуны Ольборг. Население по состоянию на 2025 год — 5603 человека.

## География
Кларуп расположен на высоте около 16 метров над уровнем моря, примерно в 210 км к северо-западу от Копенгагена. Ближайший крупный город — Ольборг, находящийся в 9,2 км к западу. Кларуп расположен на дороге № 595, которая соединяет Ольборг с побережьем Каттегата.
Окрестности Кларупа преимущественно равнинные; наивысшая точка в радиусе 10 км достигает 44 м и расположена в 1,1 км к югу от города. Средняя плотность населения в округе составляет около 47 человек на км², что считается относительно низким показателем.
Кларуп примыкает к системе зелёных долин юго-восточного пояса Ольборга: к северу от города тянется Индкильдедален (дат. Indkildedalen), а к югу — долина Ромдруп-Одал (дат. Romdrup Ådal); обе долины непосредственно граничат с Кларупом и Ромдрупом и отличаются открытым, почти незастроенным рельефом, используемым главным образом под сельхозугодья. В долинах преобладают низинные луга и интенсивно возделываемые поля; в Ромдруп-Одале русло реки выпрямлено, ландшафт местами пересечён линиями электропередачи, что отражает близость к южной городской кромке Ольборга.
Геологически южная часть долины Линденборг-Одал (Lindenborg Ådal), соединённой с этой системой, представляет собой ледниковую туннельную долину; в откосах местами обнажаются меловые породы, питающие источники. На северных участках Линденборг-Одал и в Ромдруп-Одал русла рек преимущественно спрямлены; почвы долин — песчаные.
Муниципальная ландшафтная политика предусматривает охрану и улучшение визуальных и природных качеств рекреационных ландшафтов у городской черты; рекомендуется сдерживать застройку в долинах и по возможности переводить интенсивно возделываемые площади в экстенсивное использование и естественные биотопы.
В западной части Кларупа на месте бывших промышленных территорий формируется «зелёный» квартал с водоёмами и парковой застройкой — Klarup Søpark; он включён в локальные планы освоения западной окраины города и отражает переход этой зоны к природно-рекреационному использованию.

## Климат
Кларуп, как и весь регион Северной Ютландии, характеризуется умеренно океаническим климатом (тип Cfb по классификации Кёппена), с мягким летом и прохладной зимой, близок к климату Ольборга. Среднегодовая температура составляет около 9 °C; самые тёплые месяцы — июль и август (≈17 °C), самый холодный — февраль (днём ≈5 °C). Годовое количество осадков — около 740—750 мм; наиболее влажный месяц — октябрь (≈84 мм), самый сухой — апрель (≈39 мм). Зимой выпадает снег около 7 дней в месяц, но покрытие обычно неустойчиво.
Средняя скорость ветра превышает 21,8 км/ч с конца сентября по конец марта; январь — самый ветреный месяц (≈24,9 км/ч), июль — самый спокойный (≈18,6 км/ч). Летом ветер слабее (≈14-15 км/ч), зимой — ощутимо крепче (до ≈22 км/ч в марте).
Продолжительность светового дня в январе — около 7 часов (минимум ~6,7 ч), в августе — около 15 часов 20 минут. В июне отмечается максимум солнечного освещения — около 218 солнечных часов.

## История
Название Кларуп засвидетельствовано в письменных источниках уже в XIII веке (форма «Kladckerop»; позднее «Clarup», 1478), происхождение названия остаётся неясным.
К северу от современного города расположено историческое поместье Кларупгор (дат. Klarupgaard), история которого прослеживается по меньшей мере с времён правления короля Эрика Клиппинга (убит в 1286 году). Во время Графской распри усадьба Кларупгор была сожжена людьми шкипера Клемента в 1534 году. Нынешнее главное здание Кларупгора возведено в 1615—1628 годах и перестроено в 1847—1848 годах.
Страндерхольм — парцеллярная усадьба Кларупгора, расположена к северу от Кларупа. 26 июня 2020 года усадьба Страндерхольм сгорела дотла, о чём сообщали местные источники.
Современный рост поселения связан с запуском частной железной дороги Ольборг — Хадсунд, по которой движение открыли 1 декабря 1900 года. Станцию «Кларуп» построили не в старой деревне, а у Снурома (Snurom) в соседнем приходе Ромдруп — примерно посередине между старым Кларупом у церкви и деревней Ромдруп, вследствие чего новая застройка стала расти именно вокруг станции. Станция «Кларуп» была расположена приблизительно в 1 км к западу от исторического Кларупа и фактически ближе к остановочному пункту Страндерхольм, названному по соседней усадьбе. Движение на линии Ольборг—Хадсунд прекратили 31 марта 1969 года.
В первой половине XX века населённый пункт начал развиваться как железнодорожный посёлок вокруг станции. После закрытия этой железнодорожной линии в 1969 году население Кларупа продолжило расти, и впоследствии он превратился в пригородный район Ольборга.
Здание станции (адрес: Postvej 7) сохранилось до наших дней; после закрытия железной дороги оно некоторое время использовалось как почтовое отделение, а в настоящее время в нём размещается ветеринарная клиника. Бывшая железнодорожная насыпь сохранена и теперь является частью национального велосипедного маршрута № 12 Limfjordsruten, проложенного между населёнными пунктами Гиструп и Сторворде.
На муниципальном уровне Кларуп и Ромдруп исторически относились к приходам Флескум-херреда (амт Ольборг) и в ходе реформы 1970 года были включены в коммуну Ольборг. В Кларупе имеется собственная церковь (дат. Klarup Kirke), построенная ещё в XII веке. В Ромдрупе также есть церковь (дат. Romdrup Kirke), основанная приблизительно в XII столетии. Общий приходской дом Romdrup-Klarup (согнегор, дом приходского собрания) расположен в Ромдрупе. Граница между частями Кларупа, относящимися к разным приходам проходит по улицам Сколестьен (дат. Skolestien), Лабиринтен (дат. Labyrinten) и Ромдрупхольмсвэй (дат. Romdrupholmsvej).
1 января 2015 года приходы Ромдруп и Кларуп были официально объединены в единый приход Romdrup-Klarup Sogn (код 9187 в системе статистики Дании).

## Население
Численность населения Кларупа на протяжении последних десятилетий демонстрировала устойчивый рост, что связано с его превращением в популярный пригород Ольборга и активным жилищным строительством. Ниже приведены статистические данные по годам:
| 1970 | 1980 | 1990 | 2000 | 2006 | 2011 | 2016 | 2021 | 2025 |
| ---- | ---- | ---- | ---- | ---- | ---- | ---- | ---- | ---- |
| 1924 | 2311 | 2845 | 3402 | 3709 | 4182 | 4678 | 4830 | 5603 |

### Демографическая структура
По данным муниципалитета Ольборг и Статистического управления Дании средний возраст жителей Кларупа в 2024 году составлял около 37,6 лет, что несколько ниже среднего показателя по коммуне Ольборг (≈39,2 года).
Возрастная пирамида характеризуется высоким удельным весом детей и подростков: около 25 % населения моложе 18 лет, 59 % — в возрасте 18-64 лет, и примерно 16 % — старше 65 лет. Половой состав близок к равному: женщины составляют около 50,4 %, мужчины — 49,6 %.
Средний размер домохозяйства — 2,3 человека; преобладают семьи с детьми школьного возраста, что отражает репутацию Кларупа как удобного для жизни семейного пригорода.
Уровень занятости составляет около 78 %, что выше среднего по Северной Ютландии, благодаря близости к промышленным и образовательным центрам Ольборга.
Положительное сальдо внутренней миграции (приток жителей из Ольборга и других городов региона) — около +3,5 % в год за последние пять лет. Рост населения Кларупа с 1970-х годов во многом обусловлен развитием транспортной инфраструктуры, строительством новых жилых кварталов (в том числе Klarup Søpark) и стабильным спросом на жильё вблизи Ольборга. Это превращает город в одну из наиболее динамично растущих пригородных зон Северной Ютландии.

## Образование
В Кларупе действует муниципальная начальная школа Klarup Skole (фолксколе) школьного округа Кларуп. Обучение в Klarup Skole охватывает полный цикл с 0 по 9 класс: начальная ступень (инсколинг) включает 0-3 классы. Среднее звено (меллемтрин) охватывает 4-6 классы. Старшая ступень (удсколинг) — 7-9 классы; с 7-го года обучения формируются новые параллели для подготовки к последующим программам молодёжного образования.
По данным школы, по состоянию на начало 2026 учебного года в Klarup Skole обучается порядка 800 учеников (распределённых по трём отделениям: 0-3, 4-6 и 7-9 классы). В муниципальном обзоре распределения мест и численности по школам (Område 4) зафиксировано 859 учащихся Klarup Skole.
При школе работает школьная группа продлённого дня, организованная в четыре отделения: DUS Syd (0-1 классы), DUS Øst (2 класс), DUS Nord (3 класс) и DUS 2 (4-6 классы). DUS открыт после уроков до 17:00 (в пятницу до 16:00), утреннее отделение работает с 06:15 до 08:00; для DUS 2 действует отдельный режим работы.
Школа имеет профиль в государственной базе Uddannelsesstatistik Министерства детей и образования Дании, где публикуются ключевые показатели (успеваемость, посещаемость, наполняемость классов и др.).
Для развития компетенций в области устойчивого развития Klarup Skole сертифицирована как «2030 SKOLE» (июнь 2020) и внедряет цели ООН в учебный процесс и организацию школьной жизни. На базе школы действует мастерская с оборудованием (в том числе 8 3D-принтеров, 3D-сканер, термопресс, плоттер), созданная в рамках муниципального проекта при поддержке фонда VILLUM FONDEN.
В школе функционирует библиотечно-медиатечный центр PLC (школьная библиотека) с тематическими выставками и ресурсами для проектной работы учащихся.
Система сопровождения включает консультанта по профориентации (UU-vejleder) для помощи в выборе дальнейшего образования, школьную медсестру, школьного социального работника и специалистов PPR (психологи, логопед, физиотерапевт), закреплённых за ступенями обучения. Школа развивает сотрудничество с местными объединениями в формате «Открытая школа» (Den Åbne Skole), что закреплено в принципах взаимодействия с ассоциациями и направлено на разнообразие учебного дня и повышение благополучия учеников.
Дополнительные культурно-образовательные возможности обеспечиваются Aalborg Kulturskole, которая проводит программы прямо на площадках школ; для Кларупа действует, в частности, курс «Band Raketten» (совместно с школой Gug). Для подростков 13-18 лет работает Klarup Ungdomsklub (структура UngAalborg) с регулярными вечерними часами, предоставляющая неформальные образовательные и досуговые активности.
В сфере дошкольного образования в городе действует Børnehuset Klarupvej (Klarupvej 5) как часть муниципального «Dagtilbud Sydøst». В 2023—2025 годах планируется открытие нового муниципального детского сада.

## Спорт

### Стадионы и открытые площадки
В Кларупе действует футбольный стадион (Bixen Arena), который используется клубом RKG Fodbold для домашних матчей. Вместимость стадиона — 1500 мест, покрытие — натуральная трава. Инфраструктура стадиона относится к комплексу на Hellasvej 11-17, где расположен офис RKG Fodbold. Действует спортивный клуб RKG (Romdrup Klarup Gymnastikforening), который включает секции футбола, гимнастики, фитнеса и крольфа (датский вид спорта, сочетающий гольф и крокет). Клуб базируется на стадионе Кларуп, который служит домашней ареной для RKG Klarup.

### Спортивные залы
В городе есть крытый спортивный зал KlarupHallen с раздевалками и душевыми. 13 августа 2025 года открылся новый зал комплекса, Klarup Hal 2. Клуб Klarup Badminton подтвердил, что будет преимущественно играть в Klarup Hal 2 с нового сезона.
Школьная спортивная инфраструктура включает доступ к спортивному залу на территории школы, доступному для бронирования через муниципальный портал досуга.

### Фитнес-инфраструктура
Klarup Fitness — общественный фитнес-центр, работает ежедневно с 05:00 до 23:00. LOOP Fitness Klarup — центр сети LOOP, часы работы 05:00-22:00.

### Другие площадки и виды спорта
Klarup Krolf Klub — местный клуб крольфа (основан 23 сентября 2010), входит в DAI; тренировки проходят на площадке Romdrupvej 50 по понедельникам в 13:00 и четвергам в 10:00.
В Кларупе зарегистрирована теннисная секция RKG Tennis.
Также в Кларупе и окрестностях есть конный клуб S.K.O. Sportsrideklubben for Klarup og Omegn, который входит в Dansk Rideforbund и насчитывает около 200 членов.
В 2025 году в городе открыт многофункциональный Klarup Idrætscenter og Kulturhus (KICK), стоимостью более 100 миллионов датских крон, служащий площадкой для спорта и общественных инициатив, которыми пользуются местные школы и объединения.

### Регулярные спортивные мероприятия и турниры
В первое воскресенье июня в рамках Klarup Festuge (с дат. — «праздничная неделя в Кларупе») в городе проводится ежегодный детско-юношеский футбольный турнир Sparekassen Danmark RKG Cup. В 2024 году турнир открыл Klarup Festuge и собрал более 800 участников-детей.
В рамках Klarup Festuge 2025 проводились массовые любительские турниры и состязания: gadefodbold (уличный футбол с особыми правилами), настольный футбол, дартс, raffel-turnering и другие. Программа Klarup Festuge разнообразна: традиционно праздник открывается крупным детским футбольным турниром, а далее в течение недели проходят массовые мероприятия для всех возрастов — от блошиного рынка-распродажи под открытым небом до вечерних концертов живой музыки и танцев в большом шатре. Фестиваль сплачивает местное сообщество и привлекает множество гостей: на его площадке (городской стадион и прилегающая территория) царит атмосфера праздника, дружелюбия и единения горожан, ради которой многие жители возвращаются сюда ежегодно.
Klarup Open 2025 — турнир по крольфу (категория «Herrer»).
Клуб Nøvling IF (гандбол), базирующийся в Кларупе и Гиструпе, играет, в том числе, в Klarup Hallen и ежегодно проводит крупный весенний молодёжный турнир Nøvling Cup.

## Достопримечательности

### Природные достопримечательности
Пляж «Хестескун» (дат. Hesteskoen) — небольшая песчаная пляжная зона на берегу лимана Лим-фьорд недалеко от Кларупа, окружённая живописным природным ландшафтом с лесом и полями. Этот пляж отличается мелководьем и удобным заходом в воду (подходит для купания детей), оборудован местом для пикника с навесами и кострищем, а также имеет пару длинных деревянных мостков для купания в фьорде. Благодаря сочетанию песка, воды и зелени на компактной территории пляж «Хестескун» популярен у местных жителей как место летнего отдыха на природе.

## Исторические достопримечательности
Церковь Кларуп (дат. Klarup Kirke) — средневековая приходская церковь, основанная в XII веке. Она хорошо сохранилась со времён ранней готики: основной романский неф и хор датируются XII—XIII вв., а в позднем Средневековье были добавлены готические пристройки (башня и притвор). В интерьере церкви можно увидеть историческое убранство разных эпох — от средневековой гранитной купели до раскрашенного алтаря эпохи Рококо, что отражает длительную историю храма. Церковь расположена в центре города и является архитектурным памятником местного значения.
Усадьба Кларупгор (дат. Klarupgård) — старинное поместье на окраине Кларупа, известное своей богатой историей. Первые упоминания о нём относятся к XIII веку. Современные здания усадьбы преимущественно относятся к XVIII веку: главный дом был перестроен в стиле классицизма около 1790 г., а два боковых флигеля добавлены в 1847-48 годах. Главный особняк — одноэтажный дом под черепичной крышей — ныне охраняется государством как исторический памятник (включён в реестр охраняемых зданий). Хотя усадьба находится в частном владении и не открыта для свободного посещения, её территория и постройки представляют интерес как пример датского дворянского поместья с многовековой историей.
Древнее поселение каменного века — археологический памятник под открытым небом, обнаруженный в 2020 году около Кларупа. Во время раскопок музейные археологи выявили остатки прибрежного стойбища эпохи позднего каменного века (около 4000 лет до н. э.). Найдены многочисленные кремнёвые орудия труда — топоры, ножи, наконечники стрел — а также очаги, выложенные камнями, что свидетельствует о длительном использовании этого места рыбаками и охотниками той эпохи. Неожиданной находкой стала могила примерно 3500 г. до н. э.: в захоронении обнаружены янтарные бусы и кремнёвая булава-долото — имитация медных кинжалов той поры, что указывает на особый ритуальный статус погребённого человека. Это открытие свидетельствует, что район Кларупа был обитаем ещё в доисторические времена и представляет значительную историко-культурную ценность.

## В культуре
В 2013 году старинное поместье Кларупгор было выбрано основной съёмочной площадкой для семейного рождественского телесериала «Близнецы и Санта-Клаус».
Кларупский девичий хор (Klarup Pigekor) — музыкальный коллектив из Кларупа, основанный в 1980 году. Хор известен высоким уровнем исполнения и разнообразным репертуаром. Он неоднократно выступал с профессиональными оркестрами, например, с Ольборгским симфоническим оркестром и Оркестром лёгкой музыки Датского радио (DR UnderholdningsOrkestret) на концертах, транслировавшихся по радио. Хор насчитывает около 30 певиц и ежегодно дает около 15 концертов преимущественно в Северной Дании. Кроме того, Klarup Pigekor представлял свой регион и страну на международных фестивалях.
Победители детского песенного конкурса MGP из Кларупа: сразу два уроженца Кларупа подряд одержали победу на датском конкурсе юных исполнителей MGP (Melodi Grand Prix) — аналоге детского Евровидения. В 2001 году 15-летняя Сиссе Мари Сёбю из Кларупа выиграла этот конкурс с песней «Du har brug for mig» («Ты нужна мне»). Она покорила зрителей и получила широкую известность — впоследствии Сиссе Мари стала популярной певицей, моделью и телеведущей в Дании. В 2002 году успех Кларупа закрепил 12-летний рэп-исполнитель Расмус «Razz» Отт, также родом из Кларупа, победивший на MGP с динамичной композицией «Kickflipper». Его песня стала хитом, а сам Razz в том же году выиграл и скандинавский финал MGP Nordic 2002. Серия этих побед привлекла внимание к небольшому городку.

## Известные уроженцы
Кларуп — родина двух победителей детского музыкального конкурса MGP:
- Сиссе Мари Сёбю[дат.] (род.1985) — певица, модель, телеведущая[72].
- Razz (род. 1989) — исполнитель песен в стиле рэп.

Кроме них, в Кларупе родились:
- Фредерик Бёрстинг (род. 1995) — футболист AaB.
- Петер Ларсен (дат. Peter Larsen) (род. 1967) — местный политик.